# Clibanarius fonticola

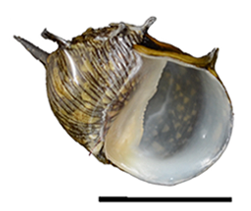
Casca vazia de Clithon corona

Clibanarius fonticola, conhecido como caranguejo-eremita-de-água-doce, é a única espécie de caranguejo-eremita que pode viver em água doce. A espécie é endêmica de lagos da ilha de Espiritu Santo, Vanuatu. Os adultos desta espécie usam conchas de caramujos da espécie Clithon corona para se proteger de predadores. Raramente a espécie é encontrada em lojas de aquarismo ornamental.